# Euphylidorea cherokeensis
Euphylidorea cherokeensis är en tvåvingeart som först beskrevs av Alexander 1940.  Euphylidorea cherokeensis ingår i släktet Euphylidorea och familjen småharkrankar. Inga underarter finns listade i Catalogue of Life.